# Șapte ani în Tibet (film)
Șapte ani în Tibet (în engleză Seven Years in Tibet) este un film biografic dramatic american din 1997 regizat și co-produs de Jean-Jacques Annaud, având în roluri principale pe Brad Pitt și David Thewlis. Filmul este bazat pe cartea cu același nume din 1952 scrisă de alpinistul austriac Heinrich Harrer care relatează experiențele sale trăite în Tibet între 1944 și 1951.
Filmul a primit recenzii mixte și pozitive din partea criticilor și a avut încasări de 131,5 milioane de dolari la nivel mondial, contra unui buget de 70 milioane de dolari. A primit o nominalizare la Premiul Globul de Aur pentru Cea mai bună coloană sonoră (John Williams). Este unul din cele două filme despre al 14-lea Dalai Lama lansate în 1997, celălalt fiind Kundun regizat de Martin Scorsese, care a avut premiera două luni mai târziu.

## Rezumat
Alpiniștii austrieci Heinrich Harrer (Brad Pitt) și Peter Aufschnaiter (David Thewlis) fac parte dintr-o echipă ce încearcă să ajungă pe vârful Nanga Parbat din India Britanică (astăzi parte din Pakistan). Când izbucnește al Doilea Război Mondial în 1939, sunt arestați de autoritățile britanice din India și trimiși într-o închisoare pentru prizonieri de război din Dehradun, la poalele munților Himalaia. Soția sa însărcinată, Ingrid, îi trimite din Austria documentele de divorț.
În 1944 cei doi evadează din închisoare și trec granița în Tibet. După ce inițial li se refuză accesul în statul izolat, reușesc să călătorească deghizați până în capitala Lhasa. Acolo devin oaspeții diplomatului tibetan Kungo Tsarong (Mako). Înaltul oficial tibetan Ngawang Jigme (B. D. Wong) leagă și el o prietenie cu cei doi austrieci și le oferă cadou costume occidetale realizate pe comandă. Aufschnaiter se îndrăgostește de croitoreasă, Pema Lhaki, și se căsătorește cu ea.
În 1945, după încheierea războiului, Harrer intenționează să se întoarcă în Austria dar primește o scrisoare din partea fiului său care îl neagă ca tată, fapt ce îl determină să rămână în Tibet. La puțin timp după aceea este invitat la Palatul Potala și devine mentorul celui de-al 14-lea Dalai Lama în geografie, științe și cultură Occidentală.
Între timp, relațiile politice cu China se înrăutățesc când aceștia intenționează să invadeze Tibetul. Ngawang Jigme conduce armata tibetană în orașul de frontieră Chamdo pentru a opri Armata Republicii Populare Chineze. Totuși, acesta ajunge să capituleze și aruncă în aer depozitul de arme și muniție a Tibetului la puțin timp după aceea.
În timpul semnării tratatului, Kungo Tsarong îi spune lui Harrer că dacă nu ar fi fost distrus depozitul de arme și muniție, trupele de gherilă tibetane ar fi putut apăra trecătorile din munți suficient de mult pentru a cere ajutorul altor țări. Pe măsură ce chinezii invadează și ocupă Tibetul, Harrer îl condamnă pe Ngawang Jigme pentru faptul că și-a trădat țara, declarând prietenia lor terminată. Îl mustră și mai mult pe oficial returnând sacoul pe care acesta l-a oferit cadou, ceea ce este o insultă gravă adusă culturii tibetane.
Harrer încearcă să-l convingă pe Dalai Lama să fugă dar acesta refuză, nedorind să-și abandoneze poporul. Dalai Lama îl convinge pe Harrer să se întoarcă în Austria și să fie un tată pentru copilul său. După ceremonia de încoronare, în care Dalai Lama este întronat formal ca lider spiritual și temporar al Tibetului, Harrer revine în Austria în 1951.
Fiul său, Rolf, refuză inițial să îl vadă, dar Harrer îi lasă o cutie muzicală pe care Dalai Lama i-a oferit-o cadou, ceea ce îi stârnește interesul. Ani mai târziu, Harrer și Rolf (acum un adolescent) sunt văzuți practicând alpinismul împreună, sugerând că și-au reparat relația.

## Distribuție
- Brad Pitt - Henrich Harrer
- David Thewlis - Peter Aufshnaiter
- B.D. Wong - Ngawang Jigme
- Mako - Kungo Tsarong
- Danny Denzongpa - Regent
- Ingeborga Dapkūnaitė - Ingrid Harrer
- Jamyang Jamtsho Wangchuk - Dalai Lama la 14 ani
- Lhakpa Tsamchoe - Pema Lhaki
- Jetsun Pema - Marea Mamă
- Chang Jing Wu - Generalul Chang Jing Wu

## Producție
Cea mai mare parte a filmărilor a avut loc în Argentina, Canada, Nepal și Austria. Replica orașului Tibetan Lhasa a fost construit la poalele munților Anzi din Argentina. După lansarea filmului, regizorul Annaud a confirmat că doi membri ai echipei tehnice au filmat în secret material în Tibet, însumând aproximativ 20 de minute în filmul final.
Richard Gere a fost luat în considerare pentru rolul lui Harrer. Deși nu a apărut în film, Gere a făcut un favor producătorilor și i-a trimis lui Dalai Lama un exemplar al scenariului pentru aprobare. Acesta a citit scenariul și a fost mulțumit de el. Alți actori luați în considerare pentru rolul lui Harrer au inclus pe Ralph Fiennes și Daniel Day-Lewis.

## Diferențe față de carte
În film, Harrer este ridicat în slăvi ca "erou german" și răspunde "Mulțumesc, dar eu sunt austriac." Această afirmație în 1939 ar fi fost foarte îndrăzneață deoarece la acea vreme Austria făcea parte din Germania după Anschlussul din 1938. În carte, Harrer nu menționează nimic despre o asemenea remarcă. În gară, Harrer apare ostil față de Partidul Nazist, luând cu reticiență steagul nazist. În realitate, Heinrich Harrer a fost membru al Schutzstaffel (SS).
În film, fiul lui Harrer joacă un rol cheie, dar în carte acesta nu pomenește nimic despre soția sa sau despre fiul său. A fost într-adevăr căsătorit și divorțat după cum este prezentat în film, dar noul soț al lui Ingrid a fost ucis în război iar fiul lui Harrer a fost crescut de mama fostei sale soții. În autobiografia sa Harrer oferă detalii despre contactul cu fiul său, dar nimic care să sprijine ceea ce este prezentat în film. În carte, Harrer spune că puținul care îl lega de casă a fost unul din motivele pentru care a rămas în Tibet și nu a revenit în Europa.
Vizita negociatorilor chinezi în Lhasa de dinainte de invazie, aterizând pe o pistă construită de tibetani și plecarea lor înapoi în China după o vizită scurtă cu diplomații tibetani nu sunt menționate în carte și în niciuna din numeroasele lucrări istorice scrise despre chestiune. Nu a existat nicio rută aeriană până la construirea aeroportului Lhasa Gonggar în 1956. Când Dalai Lama a vizitat Beijingul în 1954 a folosit drumul încă nefinalizat.

## Lansare
Filmul a avut premiera pe 13 septembrie 1997 la Festivalul Internațional de Film de la Toronto, urmată de o lansare generală pe 8 octombrie 1997. A avut încasări de 37.957.682 dolari în Statele Unite și de 93.500.000 în străinătate, aducând încasările totale la 131.457.682 dolari.

### Receptare critică
Filmul deține un scor de 61% pe site-ul Rotten Tomatoes bazat pe 33 de recenzii, cu un scor mediu de 6,3/10. Pe site-ul Metacritic are un scor de 55 din 100, bazat pe 18 recenzii.
Roger Ebert de la Chicago Sun-Times a scris o recenzie pozitivă despre film, afirmând că "Șapte ani în Tibet este un film ambițios și frumos cu multe de oferit pentru spectatorul răbdător, dar comite greșeala comună a multor filme despre călători și exploratori: este mai preocupat cu aventurile lor decât cu ceea ce descoperă". În plus, Ebert a crezut că filmul a fost relatat din perspectiva personajului greșit și a crezut că distribuirea actorilor Pitt și Thewlis trebuia inversată.

### Controverse
În timpul lansării cinematografice, filmul a fost condamnat de guvernul Republicii Populare Chineze pentru modul în care sunt înfățișați ofițerii militari chinezi, prezentați intenționat ca fiind răi și aroganți, brutalizând populația locală. De asemenea, au criticat modul în care Dalai Lama este prezentat într-o lumină pozitivă. Regizorul Jean-Jacques Annaud și actorii Brad Pitt și David Thewlis au primit interdicția de a intra vreodată în China iar filmul a fost interzis. Annaud a fost între timp primit în China în 2012 când a fost invitat să fie președintele juriului la cea de-a 15-a ediție a Festivalului Internațional de Film de la Shanghai. Pitt a vizitat China în 2014 și 2016. Filmul rămâne în continuare interzis în China.